# A4高速公路 (葡萄牙)
A4高速公路（葡萄牙語：A4 Autoestrada），又稱山後及上杜羅高速公路（Auto-Estrada de Trás-os-Montes e Alto Douro），是一條連接葡萄牙北部重鎮波爾圖和東北部、接壤西班牙的金塔尼利亞的高速公路，中經 雷阿爾城、布拉干薩等城市。完成後全長230公里。完工後設有四十六處交流道、七個服務站和一個休憩區。
1990年起分段通車，目前帕德羅內洛至雷阿爾城尚未通車，而雷阿爾城至金塔尼利亞的路段（又稱山外高速公路 ）已部份通車，預計2014年全面通車。全段是歐洲E82公路的一部份。